# 戈羅傑希納
51°6′32″N 29°40′25″E / 51.10889°N 29.67361°E
霍羅德什奇納（烏克蘭語：Городещина）是位於烏克蘭北部的村莊，由基辅州维什霍罗德区的克拉斯亞蒂奇市鎮負責管轄。該村始建於1640年，面積5平方公里，海拔高度137米，2001年人口119，人口密度每平方公里23.8人。